# Rubino Ventura
Rubino (Jean Baptiste) Ventura (Finale Emilia, 25 maggio 1794 – Lardenne, 3 aprile 1858) è stato un generale italiano naturalizzato francese alle dipendenze del maragià di Lahore Ranjit Singh.

## Biografia

### Origine e giovinezza
Nacque al Finale di Modena (oggi Finale Emilia) dal mercante ebreo Gavriel e da Vittoria Massarani.
Il cognome Ventura deriva da Buonaventura (in ebraico Mazal Tov), un cognome ebraico-sefardita che viene dalla Spagna in seguito all'espulsione degli ebrei nel 1492.
All'età di 20  anni Rubino Ventura si arruolò come volontario nell'Armata d'Italia guidata dal viceré Eugenio di Beauharnais. Dopo l'abdicazione di Napoleone e lo scioglimento dell'Armata d'Italia nell'aprile del 1814 ritornò a Finale.
Nel 1817, perseguitato dalle autorità locali per le sue idee rivoluzionarie e le sue simpatie per Napoleone, dovette fuggire da Finale a causa di una discussione tra lui ed un membro della polizia del Duca di Modena Francesco IV.
Andò prima a Trieste e poi a Costantinopoli, dove fu per un periodo commerciante di navi. Prese il nome di Jean- Baptiste per nascondere le sue origini ebraiche.
Avendo saputo che la Persia cercava i servizi di soldati europei, ottenne l'incarico di ufficiale e aiutò ad addestrare l'esercito di Fath Ali Shah seguendo i metodi militari europei. Ottenne presto il grado di colonnello nell'esercito del principe Mohamed Ali Mirza, figlio dello scià.
Al servizio di questi e di suo fratello, il principe Ali Abbas Mirza, c'erano anche alcuni ufficiali inglesi che erano decisamente ostili ai francesi, come fu classificato Ventura per aver combattuto nell'armata napoleonica; a causa della mutata situazione politica furono tutti licenziati.

### Al servizio del re di Lahore

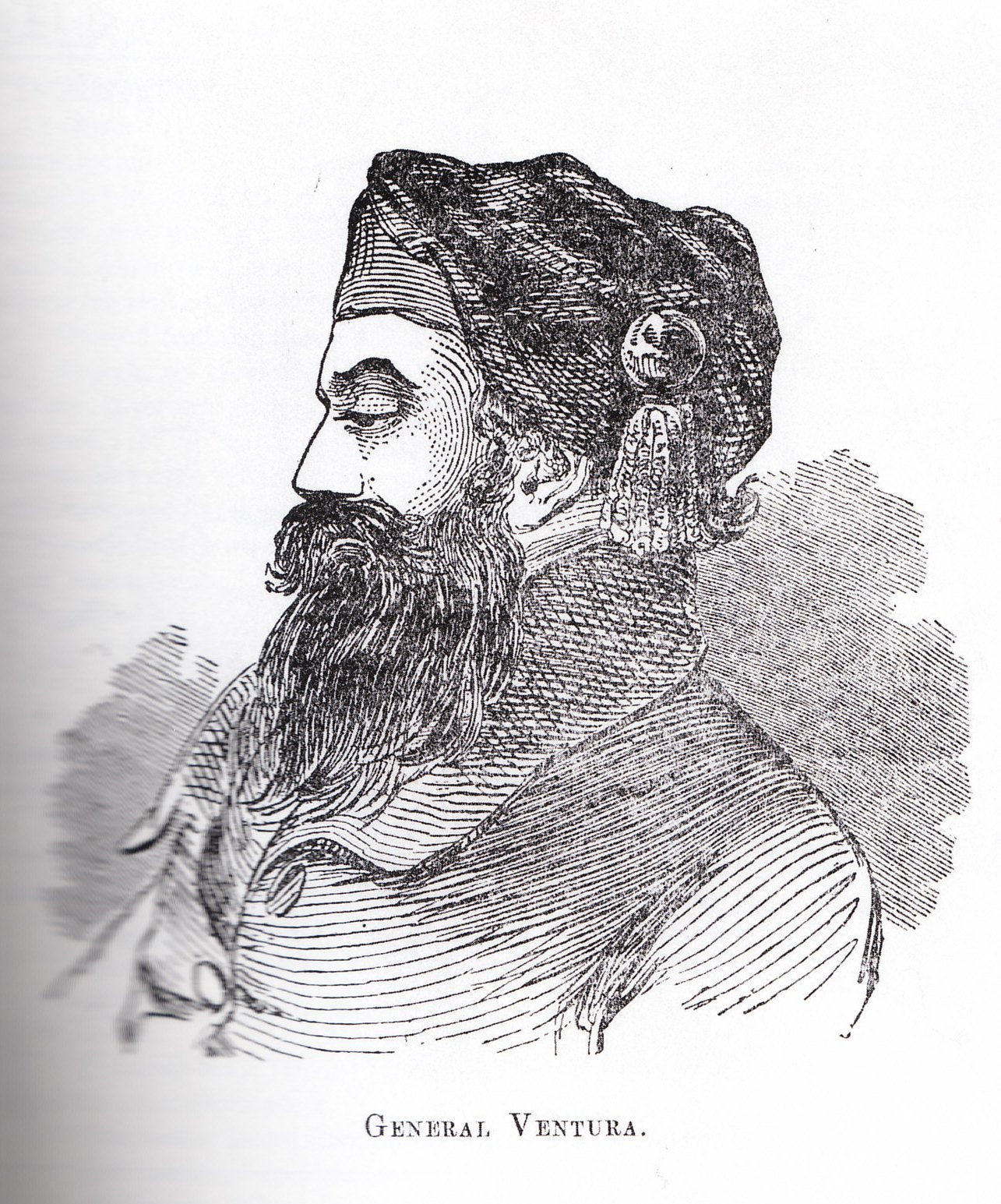
Da European Adventurers of Northern India, di Charles Grey, Lahore, 1929

Viaggiò verso est e finì a Lahore con Jean-François Allard nel 1822. Presero servizio presso il Maharaja Ranjit Singh, re di Lahore, dimostrando presto il loro valore.
Nel marzo dell'anno successivo sia Allard che Ventura comandarono le truppe del Maharaja nella battaglia di Nowshera, dove sconfissero l'esercito afgano e conquistarono Peshawar.
In seguito ad una ribellione in Afghanistan, Ventura comandò varie campagne difficili e allargò notevolmente i confini del regno di Lahore.
Insieme a Jean-Francois Allard, Paolo Avitabile e Claude Auguste Court, Ventura formò un gruppo di ufficiali europei responsabili della modernizzazione dell'esercito dei Sikh e l'addestramento e il comando della Fauj-i-Khas, la brigata su modello europeo di cui Ventura era il comandante.
Ventura fu molto stimato dal Maharaja, ed oltre al grado di Generale fu nominato kazi (ossia giudice supremo), e governatore di Lahore. Salì rapidamente di grado nella corte (Darbar) e divenne di fatto il comandante in capo dell'esercito.
Ventura sposò a Ludhiana Anna Moses, una signora di origine armena da cui ebbe la figlia Victorine, ma desiderò sempre tornare al suo paese d'origine. Nel 1838 andò in missione diplomatica a Parigi e Londra, ma fu richiamato a Lahore prima di avere il tempo di visitare la sua famiglia in Italia.
Uomo colto ed eclettico, si dedicò all'archeologia, e nel 1830 fu il primo in assoluto ad esplorare uno stupa, quello di Manikyala, dove recuperò numerose monete e reliquie, alcune delle quali sono oggi in mostra al British Museum nella King Edward VII Gallery.
Alla morte di Ranjit Singh, Ventura prese parte alla lotta di successione, e rimase al servizio del nuovo Maharaja Sher Singh, sostenendolo nella sua lotta contro la fazione dei fratelli Dogra.

### Il ritorno in Europa
Dopo l'assassinio di Sher Singh nel settembre 1843, Ventura lasciò il Punjab portando la sua fortuna con sé e si trasferì in Francia. In un primo tempo visse insieme a sua figlia Victorine a Parigi, dove il re Luigi Filippo gli conferì l'onorificenza di Grand'Ufficiale della Legion d'onore e il titolo di conte di Mandy.
A Parigi regalò al re una serie di antiche monete greche che aveva dissotterrato e che dimostravano la marcia attraverso l'Afganistan e la Battriana di Alessandro Magno.
Nei suoi ultimi anni di vita perse parte della sua fortuna in imprese commerciali senza successo. Secondo Flaminio Servi, Ventura si battezzò verso la fine della sua vita. Morì nel suo castello di Mandy situato a Lardenne (vicino a Tolosa) il 3 aprile 1858, e fu sepolto nel piccolo cimitero di quella località.

## Monumento

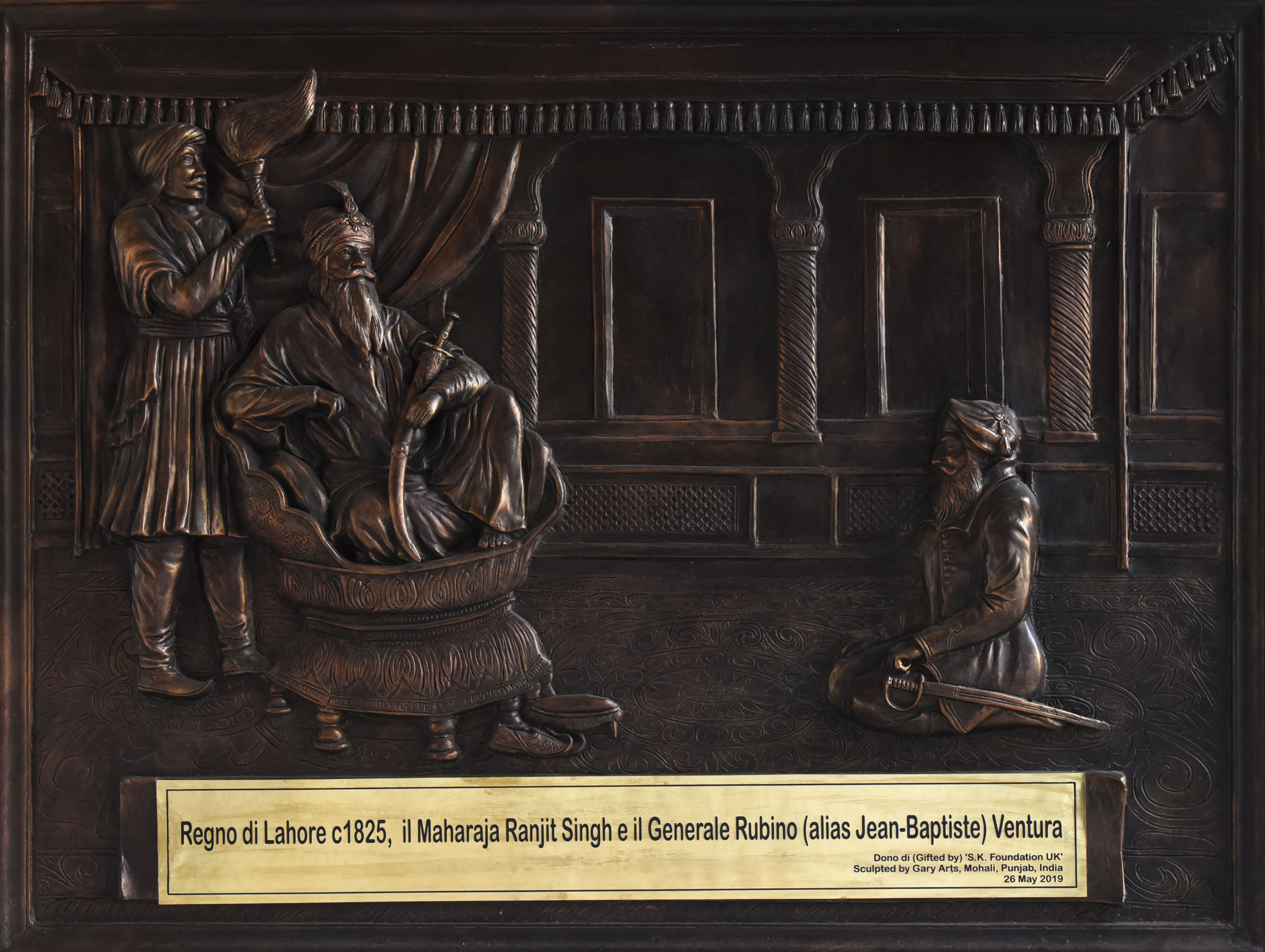
Il Generale Rubino Ventura e il Maharaja Ranjiit Singh a Lahore nel 1825

Il 26 maggio 2019 è stato inaugurato un monumento donato dalla comunità sikh, collocato in via Ventura a Finale Emilia di fronte alla casa natale del Generale. Si tratta di un bassorilievo, realizzato in India, della dimensione di 160 per 120 cm, che rappresenta Ventura e il maraja Ranjit Singh.

## Rubino Ventura nella letteratura
Rubino Ventura appare come personaggio nel romanzo Emiliana del suo concittadino Giuseppe Pederiali, che ne tratteggiò la figura anche in un breve saggio biografico, poi raccolto nel libro Padania Felix. Lo stesso Pederiali aveva usato lo pseudonimo di Rubino Ventura per firmare le sceneggiature di alcuni fumetti usciti negli anni Settanta.